# 龐巴迪宇航
庞巴迪航太（英語：Bombardier Aviation）是加拿大龐巴迪公司的子公司。

## 歷史
龐巴迪宇航公司創立於1986年，其前身為加拿大史上虧損最嚴重的公司——國營飛機製造商加拿大飛機公司，當時被龐巴迪公司收購並改為現名。公司轉虧為盈後，再收購了也處於虧損狀態的波音子公司——德哈維蘭加拿大飛機公司。1989年，龐巴迪公司收購了另一家接近破產的飛機製造商——位於北愛爾蘭貝爾法斯特的肖特兄弟（Short Brothers）。1990年，龐巴迪公司收購了里爾噴射機公司（Learjet），接收了著名的里爾商務噴射機產品系列。
龐巴迪宇航公司的多次成功收購，令母公司龐巴迪公司成為收購並轉虧為盈的專家。

## 產品系列
龐巴迪宇航公司的產品包括商用客機、公務機和空中救火機。此外，公司亦會提供防衛相關服務。它的航機最初是以原所屬公司（被龐巴迪公司收購的公司）的名義付運，但公司現在已經把它們全部轉回龐巴迪宇航公司的商標。
龐巴迪宇航公司的初期產品是里尔噴射機和挑戰者商務機系列，兩者均由比爾·里尔設計。2021年，里爾系列宣布停產。此外，還有德哈維蘭加拿大飛機公司的Dash 8系列渦輪螺旋槳飛機和加拿大飛機公司的CL-215水上飛機。龐巴迪宇航公司及後從挑戰者系列開發出CRJ系列支線客機。2019年6月26日，龐巴迪將CRJ系列（包括CRJ-700系列、CRJ100/200和挑戰者850）出售予日本三菱重工；以Dash 8系列開發出Q系列渦輪螺旋槳支線客機；及以CL-215空中救火機開發出CL-415空中救火機。CL-415水陸兩用飛機是CL-215的提升版，換裝了渦輪螺旋槳發動機及提升了機上的設備。2016年龐巴迪宇航公司将此业务出售予加拿大维京航空。
所有龐巴迪宇航公司的商業飛機（Dash 8系列和CRJ系列）均有類似的2+2座位編排，上方行李架、洗手間和餐車等均有類似的設計。最新的Dash 8系列航機裝設了噪音及振動抑制系統，大大減少客艙在飛行時的噪音干擾。這些最新的航機則轉以「Q系列」為系列名稱，其中Q的意思是「安靜」（Quiet）。這些小型客機容許較低客量的航線能以較低成本運作定期航班，並減少對環境的影響，因此銷售情況理想。2018年龐巴迪宇航公司将此业务出售予加拿大维京航空。
龐巴迪宇航還曾有推出過頗具野心的C系列飛機，100到150人的級距與波音公司所推出的產品面臨競爭關係，因此售出予達美航空後龐巴迪被波音告上法院，並要求徵收懲罰性關稅，而開發的債務與銷售不利使公司在這一步面臨著危機，而此後，2017年10月16日，空中巴士公司達成協議，正式收購龐巴迪宇航C系列50.1%股權，龐巴迪宇航將飛機出售給空中巴士公司後，空巴成為C系列最大股東，2018年並宣布品牌更名為空中巴士A220系列，這款飛機納入空巴產品線後將能補充空中巴士在100人支線客機的缺口，並利用美國的空中巴士廠房生產，來進行美國市場的佈局銷售，但生產過程仍然會請龐巴迪宇航公司進行支援。2020年2月13日，龐巴迪出售全部餘下的A220系列控股權，同年也把CRJ系賣給日本人，至此龐巴迪退出商用飞机领域，但仍营組裝與公务机业务。
以下為龐巴迪宇航公司的產品系列：

### 空中救火機

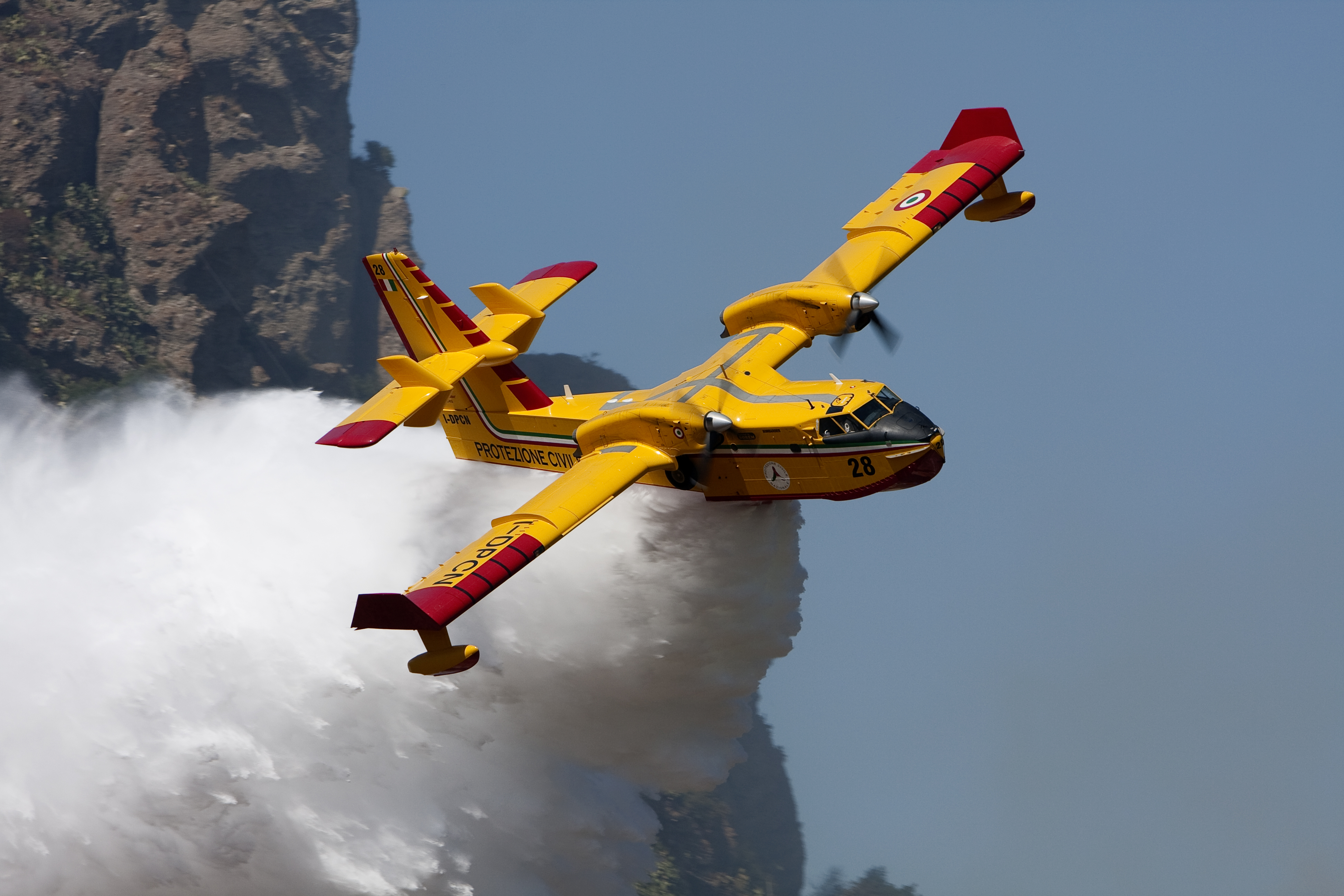
CL-415空中救火飛機

| 型号   | 载水量 （升） | 投產   | 首次飛行 | 首次付運 | 停產   |
| ------ | ------------- | ------ | -------- | -------- | ------ |
| CL-215 | 5,455         | 1966年 | 1967年   | 1969年   | 1990年 |
| CL-415 | 6,140         | 1993年 | 1993年   | 1994年   | 2015年 |

### 民航飛機
- 肖特330/肖特360

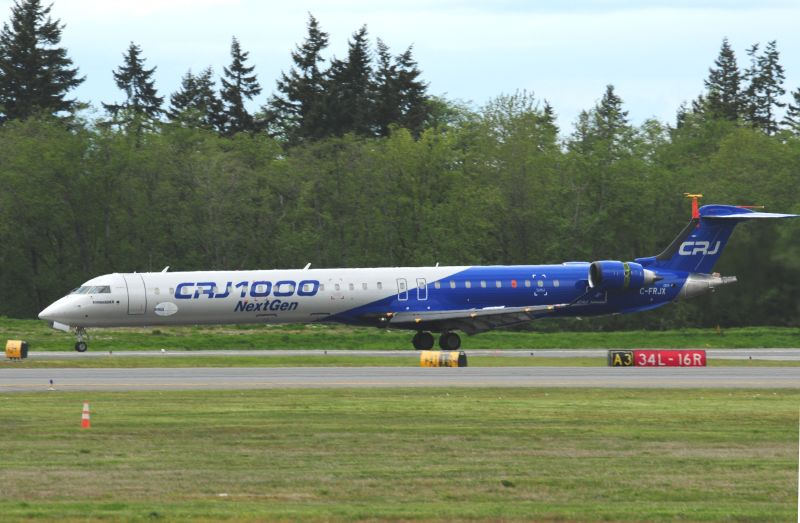
龐巴迪CRJ1000NG

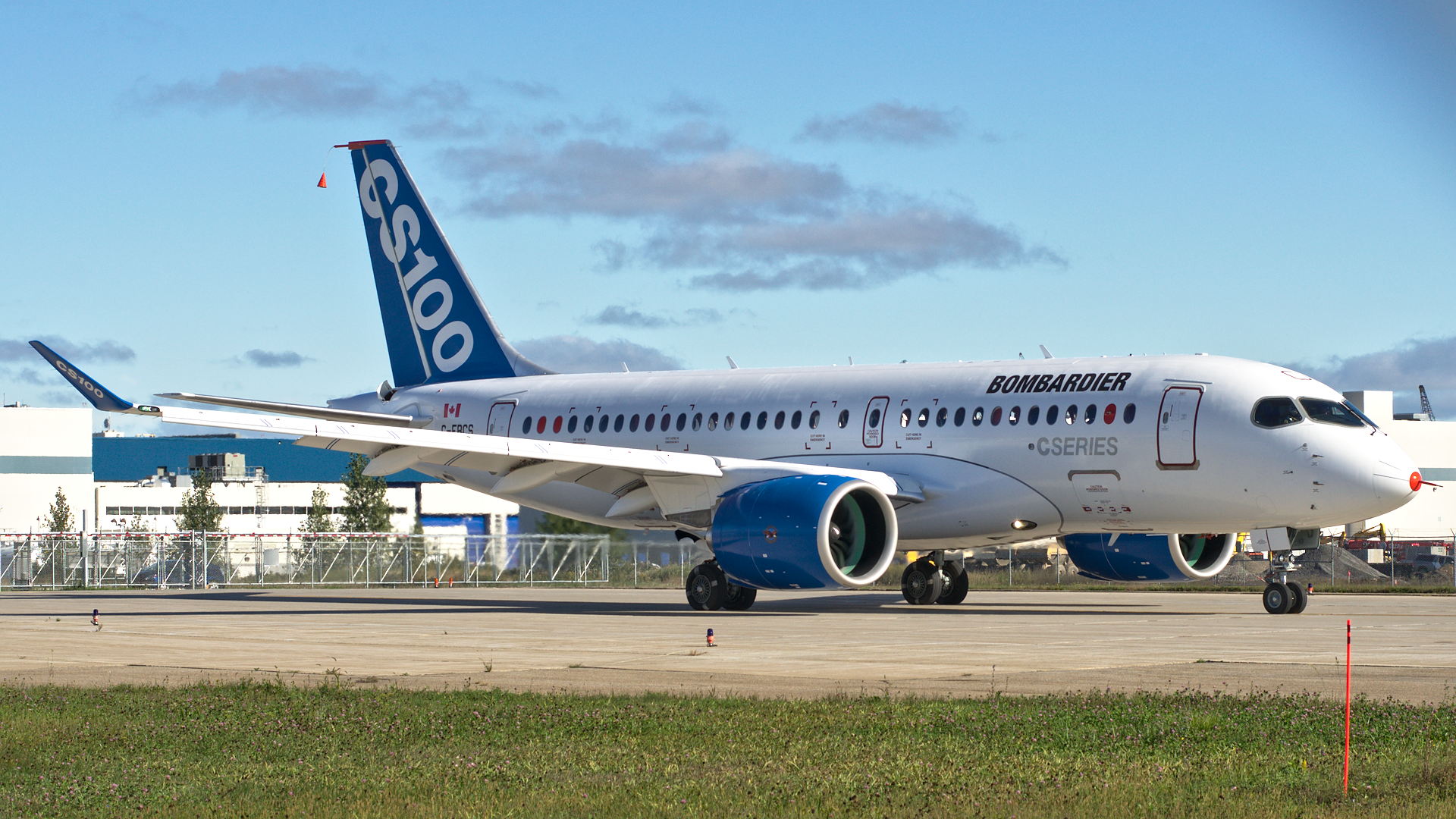
龐巴迪CS100

- 德哈維蘭加拿大DHC-8 （原龐巴迪Dash 8系列）
- 三菱CRJ （原龐巴迪CRJ）
  - 龐巴迪CRJ100/200
  - 庞巴迪CRJ700系列
- 空中巴士A220 （原龐巴迪C系列）

### 商務噴射機

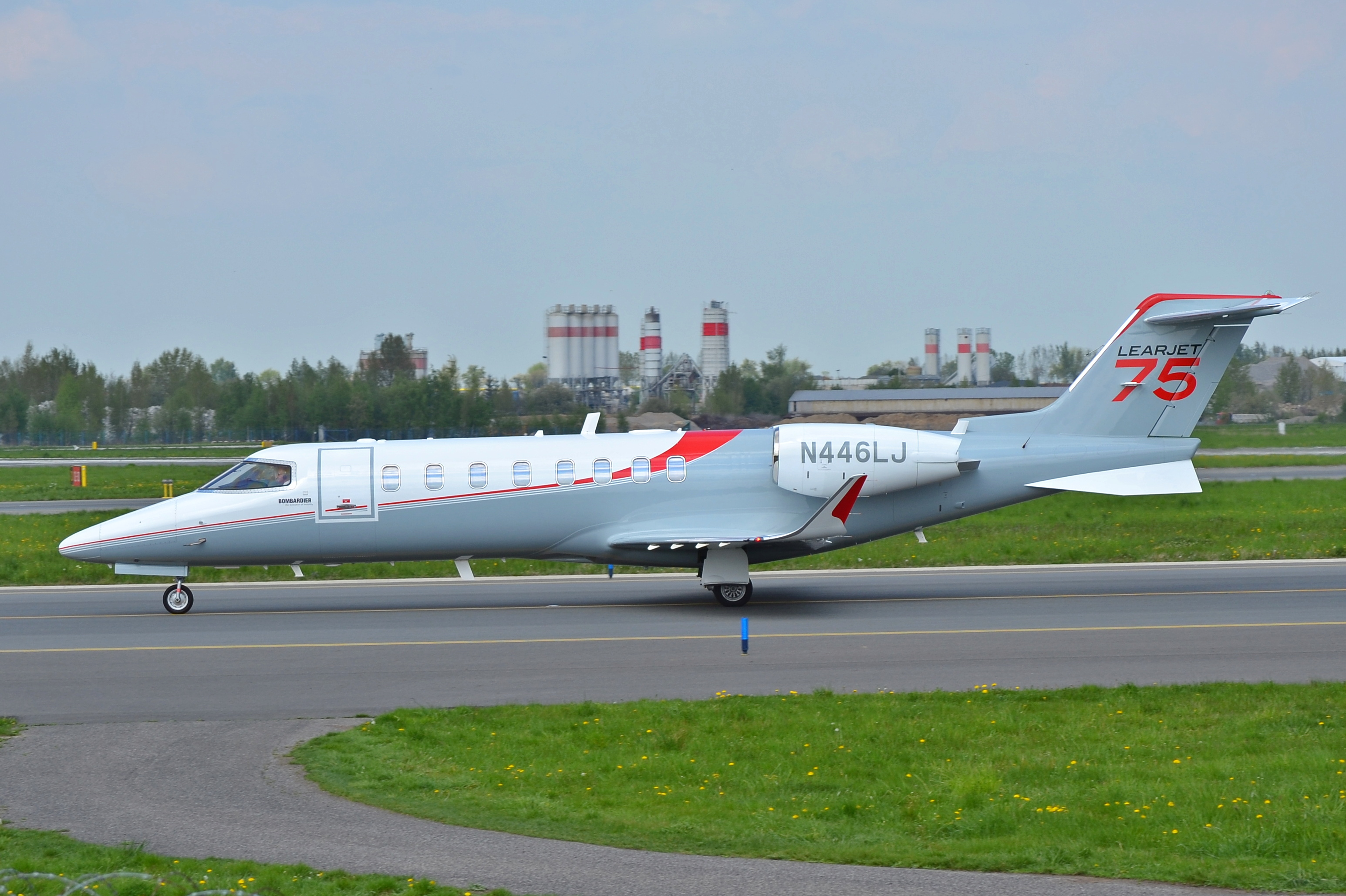
里爾75
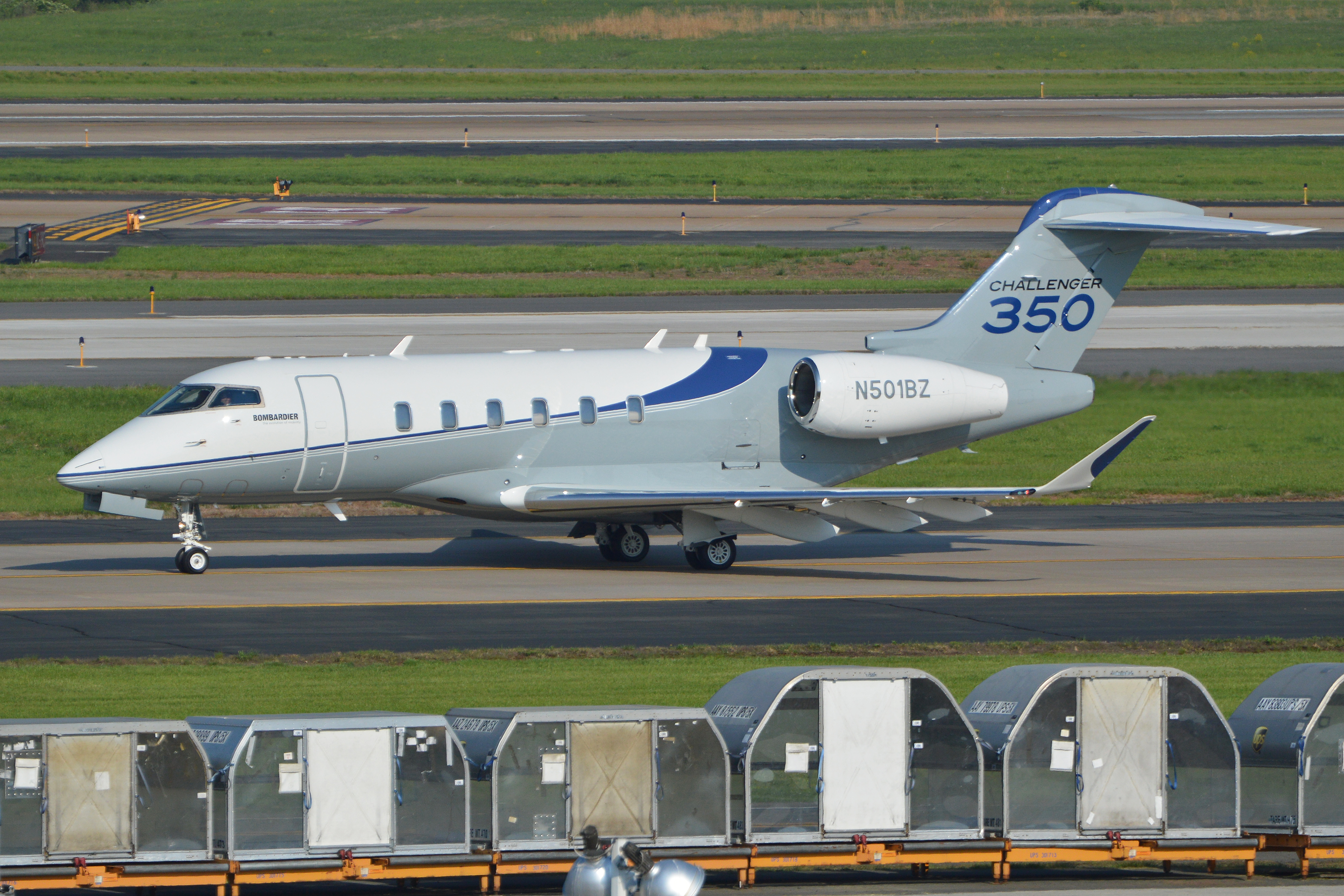
挑戰者350
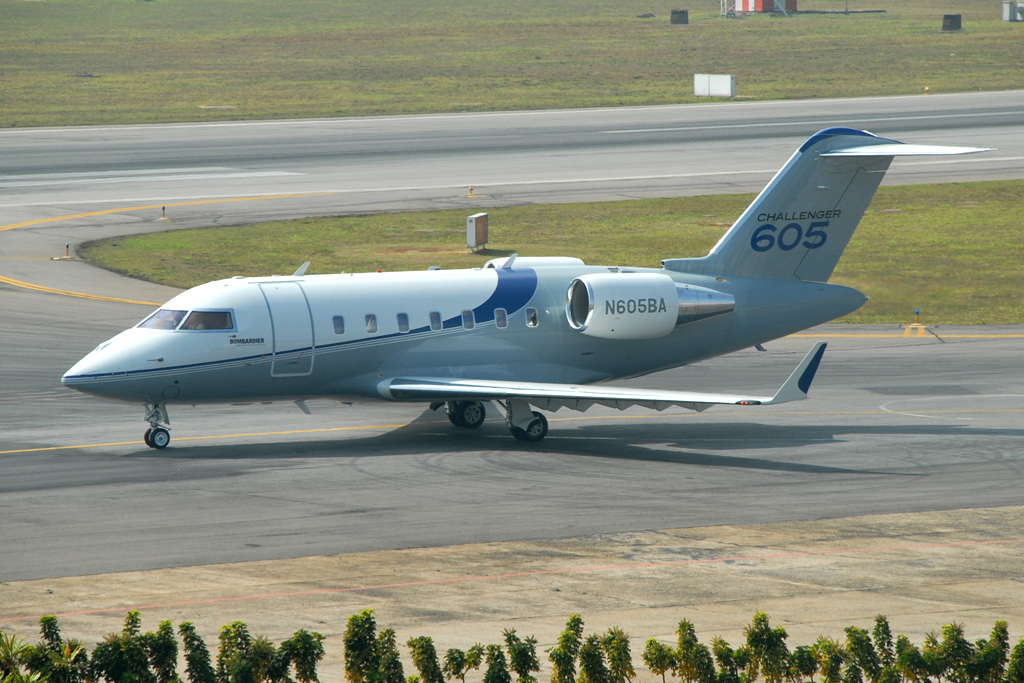
挑戰者605
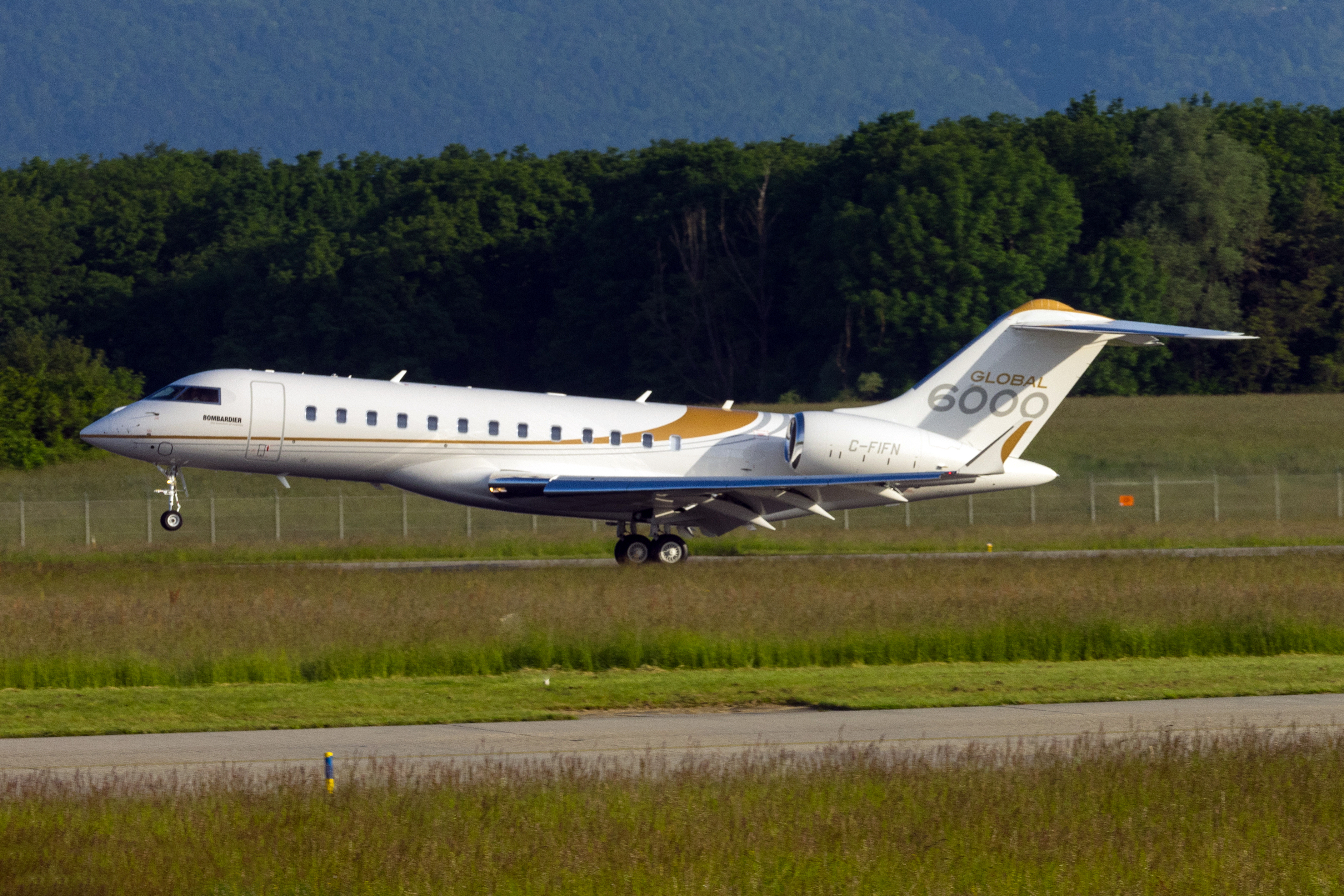
環球6000
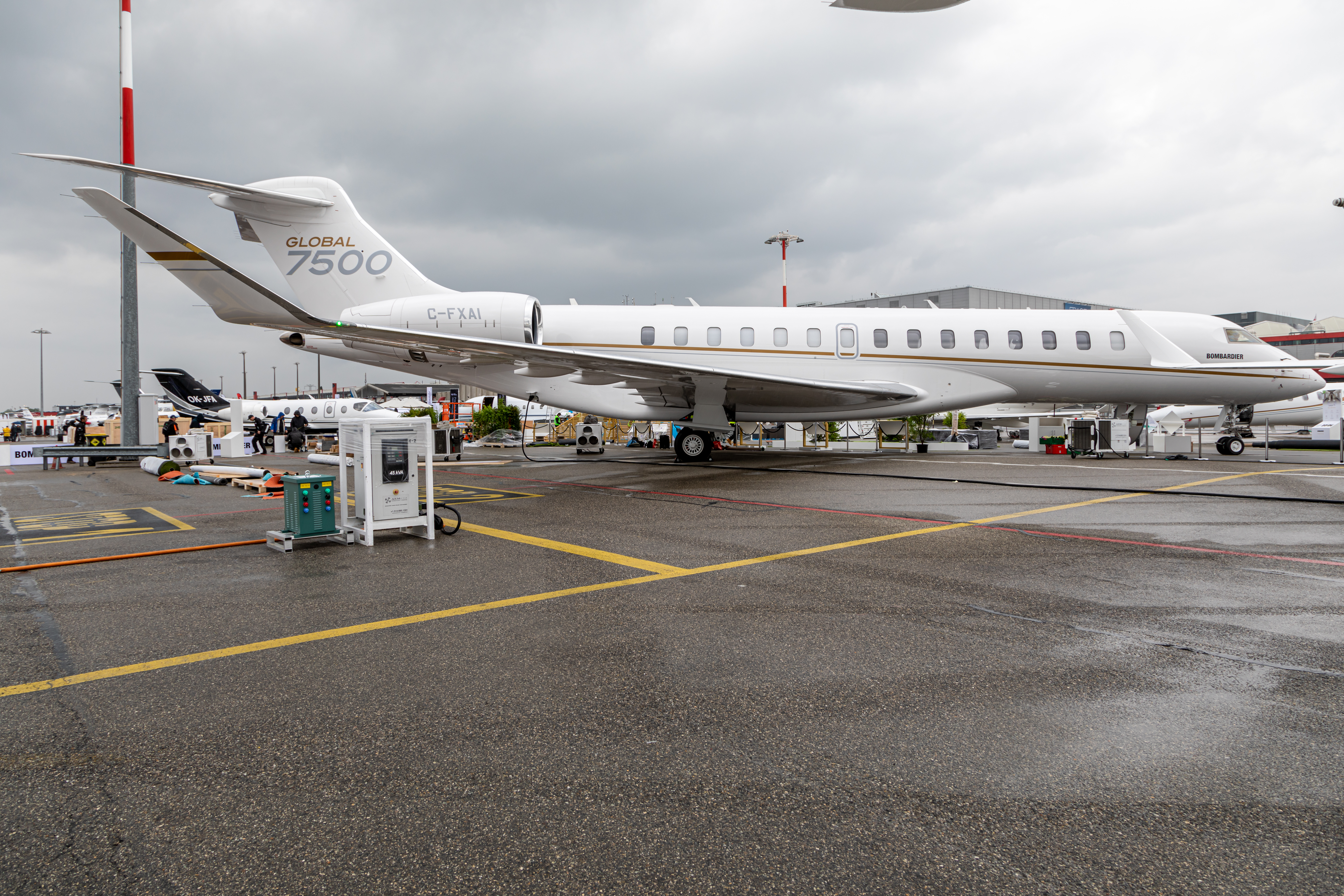
環球7500

- 裡爾噴射機
  - 里尔31
  - 里尔35
  - 里尔40
  - 里尔45
  - 里尔60
  - 里尔70/75
- 龐巴迪挑戰者系列
  - 龐巴迪挑戰者300/挑戰者350/挑戰者3500
  - 龐巴迪挑戰者600系列
  - 三菱挑戰者850（原龐巴迪挑戰者850）
- 龐巴迪環球快車/環球XRS（環球6000）/環球5000/環球5500/環球6500
- 環球7500（環球7000）/環球8000

## 外部連結
- 龐巴迪宇航公司 （页面存档备份，存于）（英文）（简体中文）
- 龐巴迪商務機系列 （页面存档备份，存于）（英文）
- 龐巴迪支線客機系列（英文）